# Alto rango (álbum de Gadiel)
Alto rango es el primer álbum de estudio del cantante puertorriqueño Gadiel. Fue publicado el 21 de octubre de 2016 a través del sello discográfico Sony Music Latin y promocionada por Y Entertainment de su hermano Yandel, el cual también participa como productor ejecutivo.
Contiene el sencillo promocional «Cadera» y otras canciones publicadas como vídeos improvisados, como «Magia» junto a Yandel y «Adicta al jangueo». El sencillo líder «Pégate más» le significó un éxito moderado, alcanzando la posición número 15 en la lista Tropical Airplay de Billboard.

## Concepto
En varias entrevistas promocionando el álbum, Gadiel mencionó el hecho de trabajar en el estudio por casi dos años. Acerca de la lista de canciones, el comenta que «se trabajaron 25 temas y al final nos quedamos con 15». Gadiel también hizo un punto de inflexión al comentar que «venía mucho tiempo haciendo música», pero comenzó a dedicarse de lleno hace un año y medio.

## Producción
Acerca de los ritmos del álbum comenta que proyecta «reguetón bailable y también para la calle», entre los cuales se nota algunas mezclas con otros estilos, como un electro más suave en «Dueño del tiempo» y un acoplado más acústico y tropical en el sencillo «Pégate más». Además comenta que su inspiración más típica al componer es acerca de la mujer.

## Promoción
Durante la promoción del álbum Dangerous, el cantante actuó como telonero en el tour de quince ciudades de Estados Unidos y Puerto Rico junto a De la Ghetto y los dúos Alexis & Fido y Plan B. Según un comunicado de Sony Music Latin, a horas de debutar el álbum alcanzó la segunda posición de la lista de ventas de iTunes.

### Sencillos
- El primer sencillo promocional fue «Cadera», publicado el 15 de octubre de 2015 y teniendo un videoclip presentado en noviembre de ese año, coincidiendo con la salida del álbum Dangerous de su hermano Yandel. Fue producido por Tainy, fue coescrito por Gadiel, Tainy y Yandel, tendencia similar al resto de canciones en el álbum.

- El sencillo «Pégate más» es el segundo promocional de Alto Rango, y se estrenó el 30 de septiembre de 2016. El videoclip se publicó el 9 de noviembre de 2016, dirigido por Fernando Lugo y fue grabado en Miami, Estados Unidos.[4] Este sencillo alcanzó la posición 15 en la lista de Billboard Tropical Songs.

- «Has cambiado» fue el tercer sencillo oficial del álbum, junto con la participación de J Quiles. Se estrenó junto su videoclip el 23 de junio de 2017 grabado por William Graydon en Miami, Estados Unidos.[9]

## Lista de canciones
| N.º   | Título                             | Productor(es)      | Duración |  |
| 1.    | «Baila sola»                       | Haze               | 3:42     |  |
| 2.    | «La Movie» (con Wisin)             | Haze               | 3:01     |  |
| 3.    | «Adicta al jangueo»                | Jumbo              | 3:40     |  |
| 4.    | «Has cambiado» (con Justin Quiles) | Tainy              | 2:43     |  |
| 5.    | «Pégate más»                       | Tainy              | 3:03     |  |
| 6.    | «Dulce»                            | Tainy              | 3:04     |  |
| 7.    | «La pared»                         | Tainy · Gaby Music | 3:36     |  |
| 8.    | «Magia» (con Yandel)               | DJ Urba & Rome     | 2:56     |  |
| 9.    | «Permiso»                          | Gaby Music · Puka  | 3:09     |  |
| 10.   | «Dueño del tiempo»                 | Jumbo              | 4:10     |  |
| 11.   | «Calma a tu gato» (con Endo)       | Gaby Music         | 2:55     |  |
| 12.   | «Mi reggaetón [sic]»               | Gaby Music         | 2:45     |  |
| 13.   | «Excusa»                           | Tainy              | 2:51     |  |
| 14.   | «Alto rango»                       | Haze               | 2:32     |  |
| 15.   | «Cadera»                           | Gaby Music         | 2:38     |  |
| 46:53 |                                    |                    |          |  |

## Créditos y personal
Adaptados desde AllMusic.
- Gadiel Veguilla Malavé – Artista principal, composición, productor ejecutivo.
- Llandel Veguilla Malavé – Artista invitado, composición, productor ejecutivo.
- Mateo García – Fotografía.
- Mike Fuller – Masterización.
- Roberto Vázquez (Earcandy) – Composición, mezcla.
- Eduardo A. Vargas Berrios (Dynell) – Composición.
- Jaime Ortiz Burgos – Composición.
- Egbert «Haze» Rosa Cintrón – Composición, mezcla, producción.
- Christopher Bryan Montalvo García (La Mente del Equipo) – Composición.
- Gabriel Lebrón – Composición.
- Juan Luis Morera Luna – Artista invitado, composición.
- Marcos Masis – Composición, producción.
- Víctor Viera Moore (Jumbo) – Composición, producción.
- Justin Quiles – Artista invitado, composición.
- William Ríos – Composición.
- Juan G. Rivera (Gaby Music) – Composición, coproducción, ingeniero de grabación.
- Urbani Mota, Luis Romero – Composición, producción.
- Orlando Aponte (Puka) – Composición, producción.
- Aníbal Figueroa Del Valle (Endo) – Artista invitado, composición.

## Posicionamiento en listas
| Listas (2016)                        | Mejor posición |
| ------------------------------------ | -------------- |
| Estados Unidos (Latin Rhythm Albums) | 3              |
| Estados Unidos (Top Latin Albums)    | 20             |